# 楚爾基夫
50°28′15″N 26°6′24″E / 50.47083°N 26.10667°E
楚爾基夫（烏克蘭語：Цурків），是烏克蘭西北部的村莊，隸屬里夫內州的里夫內區。該村面積11.8平方公里，海拔高度237米，2001年人口426，人口密度每平方公里36.2人。